# Samuel Hidalgo-Clyne
Samuel Hidalgo-Clyne (Granada, España, 4 de agosto de 1993), es un jugador hispano-escocés de rugby que juega de medio melé. Es internacional con la selección de rugby de Escocia.

## Trayectoria
Nacido en la ciudad española de Granada, se mudó a Edimburgo a la edad de tres años. Comenzó a jugar al rugby en la escuela primaria para Forrester RFC y continuó su formación en la Royal High School. Después de obtener una beca, asistió al Merchiston Castle School.
Se especializó en el rugby internacional a siete durante la temporada 2011-12 y se unió al equipo de desarrollo de élite del Edinburgh Rugby en el verano de 2012.
Obtuvo una plaza en la Beca Macphail para Nueva Zelanda en 2013. A su regreso, debutó contra el Munster en septiembre de 2013. Su primer ensayo con el club llegó en el primer minuto de la victoria del Edimburgo por 48-0 ante el Benetton Rugby Treviso en diciembre de 2014. Al final de la temporada 2014-15, fue nombrado Jugador Joven del Año de la Pro12.
Tras siete temporadas con el Edimburgo, dejó el club para unirse a los Scarlets de Gales a partir de la temporada 2018-19. Dejó Scarlets prematuramente para unirse al gigante francés Racing 92, que juega en el Top 14. Posteriormente, firmó un contrato a corto plazo con el Lyon Olympique hasta el final de la temporada 2018-19.
El 17 de febrero de 2020, acordó fichar por los Exeter Chiefs de la Gallagher Premiership inglesa con un contrato de dos años a partir de la temporada 2020-21.
El 3 de febrero de 2022, dejaría Exeter para fichar por el equipo italiano Benetton Rugby Treviso con un contrato de tres años en el United Rugby Championship. 

## Selección
Debutó con la selección absoluta de Escocia el sábado 7 de febrero de 2015, saliendo desde el banquillo en la derrota por 15-8 ante Francia en el Torneo de las Seis Naciones de 2015. También ha representado a Escocia sub-17, sub-18, sub-20 y a Escocia 7s.